# Phare d'Hestskjær
Le phare d'Hestskjær (en norvégien : Hestskjær fyr)  est un phare côtier de la commune de Averøy, dans le Comté de Møre og Romsdal (Norvège). Il est géré par l'administration côtière norvégienne (en norvégien : Kystverket).
Le phare est classé patrimoine culturel par le Riksantikvaren depuis 2017.

## Histoire
Le phare se trouve sur une petite île à environ 2 km au nord du village de Langøy, Møre og Romsdal (en). Le premier phare a été établi en 1879. C'est une tour carrée  en pierre avec galerie sortant d'une maison de gardiens de 3 étages  Le phare automatique actuel l'a remplacé dès 1986. La lumière brûle du 16 juillet au 21 mai de chaque année, mais elle ne fonctionne pas en été à cause du soleil de minuit.

## Description
Le phare  est une tour cylindrique à claire-voie de 21 mètres de haut, avec une galerie et lanterne, attenante à une construction carrée de 3 étages. L'édifice est peint en blanc et la lanterne est rouge. Son feu à occultations  émet, à une hauteur focale de 24 mètres, deux éclats (blanc, rouge et vert selon différents secteurs) toutes les 8 secondes. Sa portée nominale est de 14.3 milles nautiques (environ 26.5 km) pour le feu blanc.
Il est équipé d'un radar Racon émettant la lettre K en code morse.
Identifiant : ARLHS : NOR-401 ; NF-3755 - Amirauté : L1022 - NGA : 6644 .

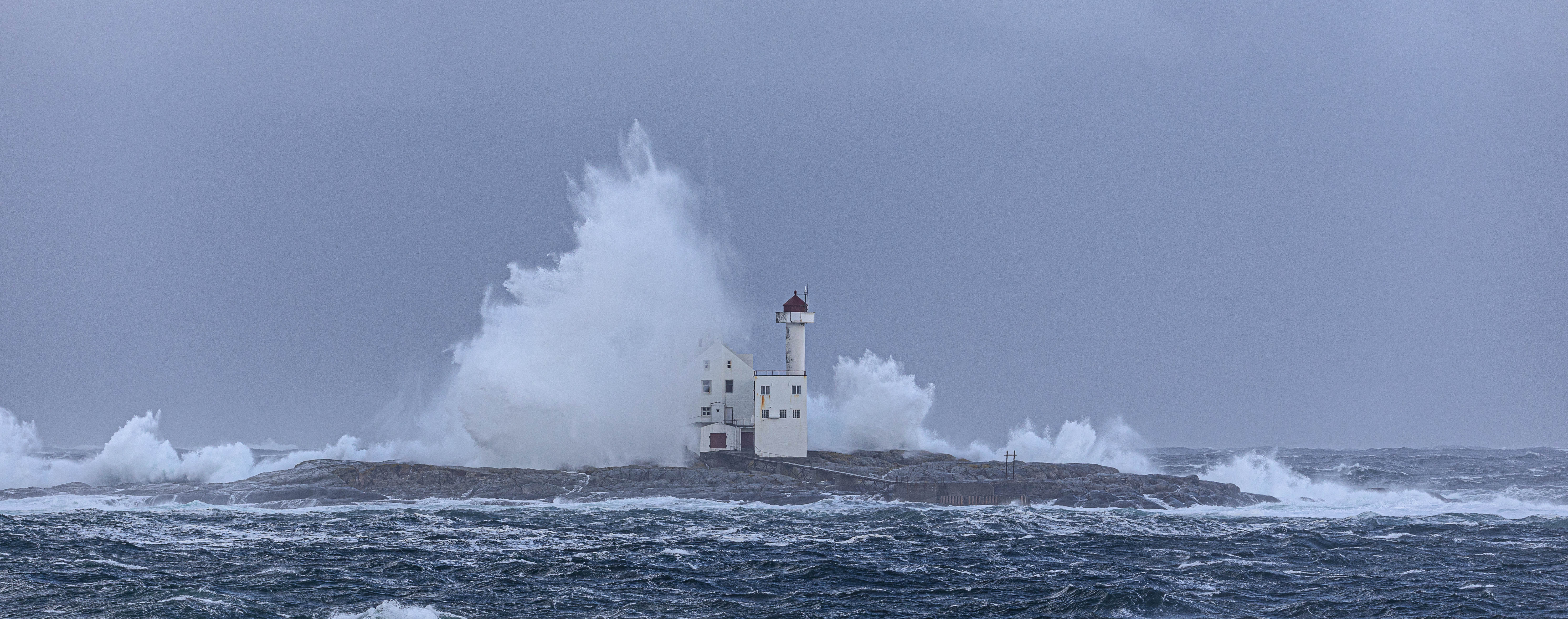
Le phare durant une tempête. Avril 2021.

|                      |
| Le phare (1890-1900) |

|                      |
| Le phare (1890-1900) |

### Lien connexe
- Liste des phares de Norvège